# Орава (водохранилище)
О́рава, ранее — О́равское водохрани́лище (словац. Údolná Nádrž Orava) — водохранилище, являющееся частью речной системы Оравы, построено в месте слияния двух рек Чарна-Орава и Бьела-Орава. Расположено в северной части Словакии.
Объём воды — 0,3752 км³.

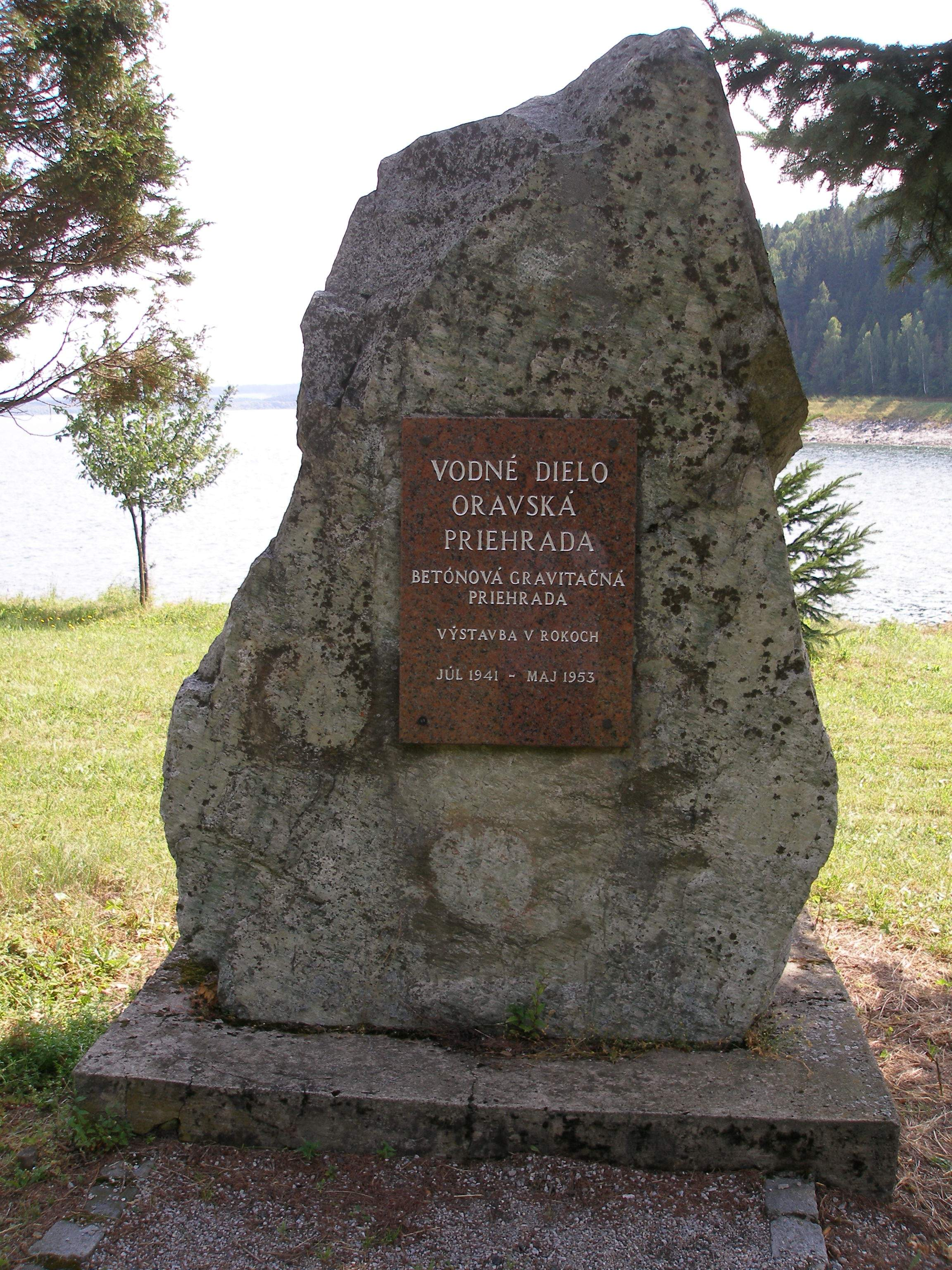
Памятный камень

Работы над проектом начались 24 июля 1941 года и в 1954 году, с пуском водохранилища, были окончены. После пуска под водой оказались районы Сланица, Осада, Оравске Гамре, Лявков, Устье над Оравой и 2/3 территории города Наместово. Именно поэтому в Наместово нет исторического центра. Над водой остался лишь небольшой холм — Сланицкий остров.

## Туризм
Водохранилище Орава относится к популярным туристическим курортам. Ежегодно сюда приезжают тысячи туристов. На берегах водохранилища расположена зона отдыха для купания, ветрильного резвища, катания на гидроциклах, лодках, занятий серфингом и другими водными видами спорта. Летом устраиваются прогулки на лодках вокруг Сланицкого острова.